# Генрі Пааго
Генрі Тедум Пааго (англ. Henry Tedum Paago; нар. 14 січня 1999) — нігерійський футболіст, захисник «Тростянця».

## Життєпис
На батьківщині виступав на аматорському рівні. У вересні 2020 року виїхав до України, де став гравцем «Сум», за які зіграв 8 матчів в аматорському чемпіонаті України. Сезон 2020/21 років завершував вже в іншому клубі Сумсткої області, «Тростянці», який також виступав в аматорському чемпіонаті України.
30 червня 2021 року підписав перший професіональний контракт. На професіональному рівні дебютував за «Тростянець» 18 вересня 2021 року в програному (0:1) домашньому поєдинку 9-го туру групи Б Другої ліги України проти миколавської Вікторії. Генрі вийшов на поле на 64-ій хвиині, замінивши Валерія Гайвана, а на 81-ій хвилині отримав жовту картку. Першим голом у професіональному футболі відзначився 31 жовтня 2021 року на 21-ій хвилині переможного (4:2) домашньому поєдинку 16-го туру групи Б Другої ліги України проти «Миколаєва». Пааго вийшов на поле в стартовому складі, на 86-ій хвилині отримав жовту картку та був замінений на Романа Світличного.